# Priscilla Kolibea Mante
Priscilla Kolibea Mante, née à Accra, est une neuropharmacologue ghanéenne, chercheuse et chargée de cours à l’université des sciences et technologies Kwame Nkrumah. 

## Biographie
Elle est née à Bubuashie, un quartier populaire d’Accra, de parents professeurs en sciences humaines.
Elle termine ses études secondaires à la Wesley Girls' Senior High School, à Cape Coast, au Ghana, puis opte pour des études supérieures en pharmacologie à l’université des sciences et technologies Kwame Nkrumah de Kumasi, tout en travaillant comme pharmacienne. Elle obtient un doctorat en pharmacie en 2013 et suit une formation postdoctorale à la faculté de médecine de l'université du Michigan, aux États-Unis,,.
De retour dans son pays, elle travaille ensuite au département de pharmacologie de l'université des sciences et de la technologie de Kwame Nkrumah où elle est chargée de cours principale. Elle est pharmacienne agréée et préside la Ghana Young Academy. 
Ses travaux de recherche se concentrent sur les alternatives thérapeutiques à base de plantes pour traiter l'épilepsie pharmacorésistante et la neurocysticercose, une maladie tropicale négligée. Dans ses travaux, elle explore principalement l'activité anticonvulsivante de la cryptolepine alcaloïde végétale et de ses nanoparticules lipidiques solides dans le traitement de l'épilepsie neurocysticercosée. Son but est de trouver un moyen d'aider la cryptolepine à pénétrer plus efficacement dans le système nerveux central afin de réduire le risque de convulsions et d'aider les patients à gérer leur état le plus efficacement possible,,,,.
En 2019, elle est nommée parmi les talents émergents du Prix L'Oréal-Unesco pour les femmes et la science. Elle est également lauréate de la bourse postdoctorale L'Oréal-UNESCO pour les femmes et la science 2018 en Afrique subsaharienne,,,.